# Nové Město pod Smrkem
Nové Město pod Smrkem é uma cidade checa localizada na região de Liberec, distrito de Liberec.